# Pfarrkirche St. Georgen im Pinzgau

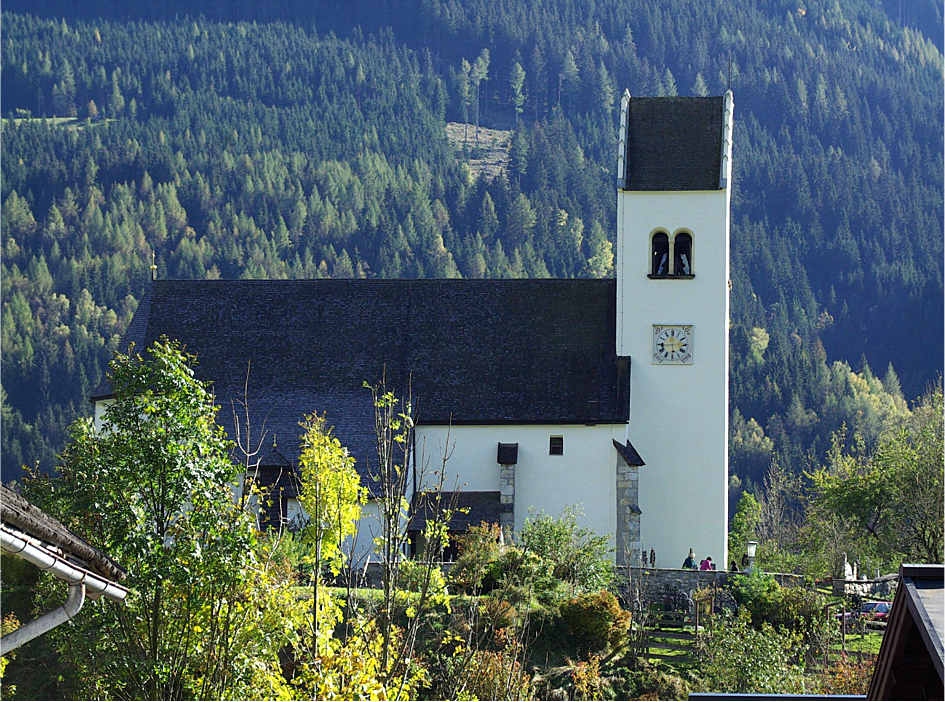
Katholische Pfarrkirche St. Georgen im Pinzgau

Die römisch-katholische Pfarrkirche St. Georgen im Pinzgau steht auf einer Hügelkuppe im Kirchweiler St. Georgen in der Gemeinde Bruck an der Großglocknerstraße im Bezirk Zell am See im Land Salzburg. Die dem Patrozinium des hl. Georg unterstellte Pfarrkirche gehört zum Dekanat Taxenbach in der Erzdiözese Salzburg. Die Kirche steht unter Denkmalschutz (Listeneintrag).

## Geschichte
Urkundlich wurde 1416 eine Kirche genannt. 1520 war eine Kirchweihe. Die Kirche wurde 1885 regotisiert. 1969 war eine Restaurierung.
Die Pfarre wurde 1858 gegründet.

## Architektur
Der im Kern romanische und spätgotische Kirchenbau mit einem Westturm ist von einem Friedhof umgeben. Den Pfarrhof wurde 1969 nach den Plänen des Architekten Fidelius Schmid erbaut.
Das Kirchenäußere zeigt ein Langhaus und einen Chor unter einem gemeinsamen Satteldach, mit zweifach abgestuften Strebepfeilern im Norden und Süden und im Westen übereck gestellt, nördlich mit einem kielbogigen Portal mit einem gekehlten und verstäbten Gewände und im Scheitel mit zwei Schilden aus dem Anfang des 16. Jahrhunderts. Der eingezogene Chor mit einem Sockel hat einen polygonalen Schluss und mehrfach gekehlte spitzbogige Fenstergewände. Von außen zugänglich befindet sich unter dem Chor eine achteckige gotische Krypta. An der westlichen Giebelfront steht ein ungegliederter Turm mit einer schmalen Sockelzone, gekoppelten Schallfenstern, er trägt ein Satteldach mit Treppengiebeln. Das westliche spätromanische Rundbogenportal ist zweifach gekehlt. Im Norden steht am Langhaus und Chor steht eine ehemalige Kapelle mit einem abgefasten Rundbogenportal im Westen und ein folgender zweigeschoßiger Sakristeianbau.
Das Kircheninnere zeigt ein Turmerdgeschoß mit einem spätromanischen Kreuzrippengewölbe auf Konsolen im Süden mit reliefierten Gesichtern, das Portal zum Langhaus ist rundbogig und abgefast. Das dreijochige Langhaus hat ein ehemaliges Sternrippengewölbe auf Runddiensten, die Rippen sind abgeschlagen, im dritten Joch der Nordwand führt eine Tür aus 1969 zur ehemaligen Kapelle. Die Westempore ist aus Holz. Der spitzbogige Triumphbogen ist abgefast. Der dreijochige Chor hat einen Dreiachtelschluss, das ehemalige Sternrippengewölbe ruht auf Runddiensten, die auf einem umlaufenden Sohlbankgesims aufruhen, die Rippen sind abgeschlagen, im Norden befindet sich ein abgefastes spitzbogiges Sakristeiportal und darüber ein über eineinhalb Joche reichender Balkon, nördlich im dritten Joch des Chores befindet sich ein spätgotisches Sakramentshäuschen mit einem verstäbten Kielbogen. Die Krypta unter dem Chor hat ein gratiges Sterngewölbe auf einem mittigen Pfeiler.
Die Wandmalereien entstanden im Anfang des 16. Jahrhunderts, an der nördlichen Chorwand mit Fragmenten von Szenen aus dem Leben Christi, im zweiten Joch Ecce Homo, im dritten Joch Kreuzigung, an der südlichen Chorwand mit Fragmenten der Martyrien der Heiligen Achatius und Erasmus sowie Geburt Christi und Anbetung der Könige. An der Triumphbogenwand in Norden Stehende Maria mit Kind und im Süden eine weibliche Heilige. Nördlich im dritten Joch des Langhauses die Wandmalerei Epitaph der Katharina Fuchs 1510, südlich die Wandmalerei Totentanz.
Die Deckenmalerei schuf Thomas Valtiner 1785, im Langhaus Kreuzigung, Christi Himmelfahrt, Vier Kirchenväter, im Chor Verehrung des Allerheiligsten durch Papst und Kaiser, Vier Evangelisten und die Heiligen Josef und Johannes der Täufer.
Die Glasmalerei aus 1927 der südlichen Fenster im Langhaus zeigen die Heiligen Anna, Antonius von Padua und die Heilige Familie.